# Франц Штаудегер
Франц Штаудегер (Корушка, 12. фебруар 1923 — Франкфурт, 16. март 1991) је био први тенковски ас награђен Витешким крстом и командир тенка Тигар у 1. СС оклопној дивизији „Телесна гарда Адолфа Хитлера“.

## Рани период
Франц Штаудегер је рођен 12. фебруара 1923. године у Унтерлајбаху, Каринтија (Аустрија). Отац му је био крчмар и имао је три сина. Франц је завршио школу у Клагенфурту током 1940. године и приступио као добровољац у Вафен-СС са само 17 година живота. Примљен је у тренажни батаљон резерве „Личне гарде Адолфа Хитлера“.
За време прве борбе у саставу прве чете „Личне гарде Адолфа Хитлера“, Штаудегер је рањен и добио је је своје прво одликовање - Црна значка за рањавања. У марту 1942. године унапређен је у чин СС-штурмана. Након опоравка од новог рањавања послат је на обуку за тенкисте и приступио је чети наоружаној тенковима Тигар крајем 1942. године. По завршетку обуке, вратио се у 1. СС дивизију „Телесна гарда Адолфа Хитлера“ и постао командир тенка Панцер III у воду којим је командовао Михаел Витман.
Након унапређења у чин СС-унтершарфирера 20. јануара 1943. године, Штаудегер је водио прву борбу као командир тенка у бици за Харков (види:Трећа битка за Харков). По заузимању града, поверено му је командовање тенком Тигар у воду СС-унтерштурмфирера Хелмута Вендорфа и после тога је награђен Гвозденим крстом II степена (20. марта 1943), као и Сребрном борбеном тенковском значком (1. априла 1943).

## Витешки крст
Дана, 5. јула 1943. године, када је започела операција „Цитадела“ (види:Курска битка), Штаудегер је уништио два совјетска тенка и добио Гвоздени крст I степена. Ево шта се догодило три дана касније у јеку операције „Цитадела“.
Дана 8. јула 1943: СС-унтершарфирер Франц Штаудегер из друге чете вода СС-унтерштурмфирера Хелмута Вендорфа није имао могућности да узме учешћа у нападу своје чете, пошто је његов тенк Тигар имао техничких проблема и остао је у Тетеревинову. Неколико сати касније, Штаудегер је добио информацију да се група од 50-60 совјетских тенкова Т-34 приближава брзо са северозапада. Без оклевања, он је учинио све варијанте за поправку Тигра и за кратко врема успео да га врати у пуну исправност. Усмерио је тенк са својом посадом (Херберт Штелмахер - управљач; Герхард Валтерсдорф - радио оператер; Хајнц Бухнер - нишанџија и Валтер Хенке - пунилац) у правцу одакле су се приближавали непријатељски тенкови. Пролазећи поред оклопних гренадира (пешадија на оклопном транспортерима), они су га обавестили да је пет совјетских тенкова већ успело да пробије немачке позиције. Нешто касније посада Тигра је приметила два тенка уништена од стране немачке пешадије, остала три је Штаудегер уништио за кратко време. Изненада су се још два совјетска тенка Т-34 појавила на железничком насипу, али су уништени са два прецизна поготка Тигра. Након тога Штаудегер је наредио да се тенк провуче кроз позиције немачке пешадије и да се упути ка ничијој територији. Самостална акција је укључивала велики ризик и скоро да је била осуђена на неуспех. Противник је био многобројан - приближно 50 тенкова и Штаудегер их је ускоро угледао. Пет тенкова се појавило из шуме, по дужини железничке пруге. Штаудегер није губио време и и издао је наређење за борбу. Бухнер је нишанио и послао свој први пројектил који је потпуно уништио један Т-34. Остали непријатељски тенкови су открили Тигра и отворили ватру, али Тигар је успео да одоли свим погоцима и уништио је остала четири совјетска тенка.
Ускоро су из шуме поново почели да се појављују тенкови Т-34 и Штаудегер је опет ушао у борбу. Највећи физички напор имао је пунилац Хенке, који је непрестано и брзо требало да пуни 88 mm топ на тенку Тигар. Возач Штелмахер је непрекидно мењао позицију, како непријатељу не би био лак циљ. Жестока битка се завршила кроз два сата. Тигар је уништио укупно 17 непријатељских тенкова, сам је добио више погодака од противничких тенкова који нису успели да га избаце из борбе. Схвативши да на том месту не могу да пробију немачку линију, Совјети су се повукли. Штаудегер није имао намеру да се врати иза утврђене немачке линије пука Дојчланд и одлучио је да продужи борбу. У правцу ветра, сакривајући се под облацима дима горућих тенкова Т-34, он се приближио уништеним тенковима са намером да у шуми пронађе нови циљ. Ово је такође био врло опасан маневар, који је могао да ухвати Тигра у замку, али Штаудегер је прихватио ризик.
Велики тенк се полако кретао унапред са панцирним зрном у цеви и Бухнером спремним да сваког тренутка пуца. Изненада су угледали противника: тенкове Т-34 како се прегрупишу на шумској падини. Мотор Тигра је забрујао а након тога је изненада смањио обртаје. Прва граната је испаљена и погодила је циљ. Топ Тигра је испалио гранату по гранату и уништио још пет тенкова Т-34. Када је потрошио сва панцирна зрна, Штаудегер је наставио паљбу са тренутно-фугасним пројектилима. Још четири совјетска тенка су остала у пламену. Противник је био потпуно дезорганизован. Остали непријатељски тенкови су у паници отворили непрецизну паљбу у страху да и они не буду уништени. Штаудегер је наредио да тенк прође право кроз непријатељске редове, пазећи притом да га изненада не нападну. Када је муниција скоро потрошена а и мотор је почео да ради са прекидима, Штаудегер је одлучио да је дошло време за повлачење.
Смела акција двдесетогодишњег Франца Штаудегера је зауставила непријатељски тенковски напад. Са уништених 22 совјетска тенка и више оштећених, он је ослабио непријатељску формацију и на тај начин променио тактичке намере противника. За показану изузетну храброст, смелост и одлучност Франц Штаудегер је имао ту част да постане први командир тенка Тигар, награђен Витешким крстом.
Када је информисан о јединственом подвигу једног Тигра, Адолф Хитлер је позвао Штаудегера код себе у главни штаб. Млади тенкиста је ту детаљно испричао Хитлеру ток битке која се одвијала „тенк против тенка“.
Штаудегер је уважаван од своје посаде као и од своје чете, но никада није достигао велику популарност свог колеге Михаела Витмана. Франц Штаудегер је преживео рат и умро је у Франкфурту 16. марта 1991. године.